# ディノス
ディノス (dinos) は、フジサンケイグループの株式会社dinosの通信販売ブランド。
株式会社ディノス (Dinos Inc.) は、株式会社dinosの2013年6月30日までの旧商号。本ページでは、2013年6月30日までの企業情報についても記載する（2013年7月1日以降の企業情報については株式会社dinos）。

## 概要
日本通信販売協会加盟。おもに自社発行の通販カタログ雑誌「ディノス」などを通じて通信販売した。日本でテレビショッピングを先駆け、フジテレビ地上波やBSフジでテレビショッピング番組を制作・放映した。各種催事や店舗による直販事業のほか、保険代理業や卸売業なども展開した。
2010年4月1日にフジ・メディア・ホールディングスの完全子会社となった同業のセシールと、株式移転で中間持株会社フジ・ダイレクト・マーケティング (FDM) を設立して当社は完全子会社となる。
2013年7月1日にFDMとセシールを吸収合併して商号を「株式会社ディノス・セシール」へ変更した。「ディノス」は「ディノス・セシール」の通販ブランドとして継続する。
2021年3月1日に「セシール」事業の譲渡に伴い、商号を「株式会社DINOS CORPORATION」へ変更した。12月に「ディノス」創業50周年。
2025年7月1日、商号を「株式会社dinos」に変更した。

## 本社・事業所
- 本社、コールセンター - 東京都中野区
- 物流センター - 東京都町田市
- 台北支店 - 台北市中山区

### 元グループ会社
- ディネックス株式会社
- 各地区ディノス
  - 静岡ディノス・京都ディノス・和歌山ディノス・岡山ディノス・広島ディノス・愛媛ディノス・西日本ディノス
  - 西日本ディノスは福岡市に本社を置く西日本新聞社とテレビ西日本のグループ会社だが、株式会社ディノスも資本参加して自社グループに加えている。西日本リビング新聞社と同様の事例。

### 元店舗
ハウススタイリング吉祥寺（武蔵野市吉祥寺、旧山一證券吉祥寺支店）

## 沿革
- 1971年12月 - 株式会社ディノス（旧）創業。
- 1972年1月 - 日本初のテレビショッピングおよび催事事業として業務開始。フジテレビで「リビング11」と「リビング4」放送開始。
- 1972年11月 - 通販カタログ「フジサンケイリビングカタログ」第1号発行。
- 1973年6月 - 社名を株式会社フジサンケイリビングサービス（旧）に変更[4]
- 1976年6月 - 新宿にカタログショールーム「リビングプラザディノス新宿」を開店。
- 1980年 - 自社配送を始める。
- 1987年5月 - フジテレビで日本初の深夜生放送によるテレビショッピング番組「出たMONO勝負」（司会・愛川欽也）を放送開始。
- 1991年3月 - フジサンケイグループの再編に伴い、株式会社フジサンケイリビングサービス（新）設立。事業を新会社に承継。
- 1996年12月 - 本社を中野坂上へ移転する。
- 2003年3月 - CS放送チャンネル「フジテレビ.ディノス」開局（スカイパーフェクTV!2 （現・スカパー!）、委託放送事業者はサテライト・サービス）。その後スカイパーフェクTV!（現・スカパー!プレミアムサービス）にも進出（衛星役務利用放送事業者はフジテレビジョン）。
- 2004年12月 - 社名を株式会社ディノス（新）に変更。
- 2006年10月 - 「フジテレビ.ディノス」、「ディノスチャンネル」に名称変更。
- 2007年4月 - 株式会社フジテレビフラワーセンターを吸収合併。「フジテレビフラワーネット」として生花事業を引き継ぐ。
- 2007年10月 - ひな人形セットを50万円で販売実績が無いにもかかわらず「50万円のものが35万円」と割安感を強調して販売し、公正取引委員会から警告を受ける。
- 2007年12月31日 - 「ディノスチャンネル」放送終了（e2 by スカパー!（当時）は2007年3月に放送終了）。
- 2010年4月1日 - セシールと株式移転により中間持株会社「株式会社フジ・ダイレクト・マーケティング」を設立、同社の完全子会社となる。
- 2011年4月11日 - 川崎フロンターレと共同で「ディノス アズ☆ネロ」[注 2]を立ち上げる。
- 2013年7月1日 - 当社を存続会社としてセシール、フジ・ダイレクト・マーケティングを吸収合併し、株式会社ディノス・セシールに商号変更。
- 2021年3月1日 - 「セシール」事業を譲渡し、商号を「株式会社 DINOS CORPORATION」に変更。12月に「ディノス」創業50周年。
- 2025年7月1日 - 商号を「株式会社dinos」に変更[1]。

## 刊行物
- ディノスリビング編：春夏号、秋冬号
- ディノスオブライフ
- ハウススタイリング
- ガーデンスタイリング
- ココロにきくカタログ
- 家具収納大事典
- カーラ
- リカコスタイル
- RULE（ルール）
- ダーマコレクション
- ジェムスタジオ
- ソー クロース
- どうぞ召し上がれ

## テレビ番組
- フジテレビ平日午前テレビショッピング枠
  - いいものプレミアム （月 - 金、ノンストップ!内、11:08頃 - 11:18頃） - サロンチーフマネージャー（MC）:ヒデ（ペナルティ）、サロンマネージャー:神崎ゆう子、サヘル・ローズ
  - 「ノンストップ!」未放送地域では上記タイトルを単独番組として一部地域を除き録画放送している。
- 魔女に言われたい夜〜正直過ぎる品定め〜（2015年4月13日 - 、毎週月曜深夜1時半頃） - MC:川島明（麒麟）
- ディノスTHEストア（2021年10月10日（11日深夜） - ） - ストアマネージャー (MC):ユージ、 DJモノフェスタの後継番組。

- ディノス特番
  - ヒロミの集結!スゴ腕カリスマバイヤーズ（2019年7月6日 - ） - MC:ヒロミ
  - ヒデ&川島明のアイテムマスター（フジテレビ、2020年6月27日・2021年7月3日・2022年7月9日） - MC:ヒデ（ペナルティ）、川島明（麒麟）
  - ヒデ・川島のイチ推し オブ・ザ・イヤー（フジテレビ、2022年1月15日） - MC:ヒデ（ペナルティ）、川島明（麒麟）
  - 川島明の胸キュンアイテムお持ちしました?（2022年3月12日） - MC:川島明（麒麟）

### 過去に放送した番組
- D-1ショッピング選手権
- 直行便ニューヨーク（1997年4月 - 2002年3月30日） - ナビゲーター：小牧ユカ
  - 直行便TV（ - 2004年9月30日）
- セリーのなないろビューティー（ひるこた!内） - MC:セリー
- いいものα（月 - 金、チャンネルα内、不定時（主に14時台後半に放送される事が多い）で2分間放送）
- ものすぽると!（ - 2006年12月3日）
- めざにゅ〜ショッピング にゅーモノ!（週1回、めざにゅ〜内、4:37 - ）
- ミッドナイトショッピング（ - 2009年12月、月 - 水深夜 テレビ西日本、テレビ静岡、テレビ新広島、テレビ愛媛。テレビ長崎は月24:45 - 25:00）。テレ西制作のため西日本ディノス統括。ただし注文業務等は本体で一括して行った。フリーダイヤル導入前は受付電話番号をネット局側で各地域会社（広島ディノス・愛媛ディノスなど）のものに差し替えた。
- ディノスショッピングジャーナル 通販DJ → ディノスショッピングジャーナル DJモノフェスタ（2010年3月31日 - 2021年10月10日）。2021年10月10日深夜（11日未明）にフジテレビの放送を終了し、フジテレビ以外のFNS系列局は引き続き放送を継続した。
- ASIA SHOPPING KING（2013年4月28日（27日未明） - 9月29日（28日未明）（月1回）） - MC:天野ひろゆき（キャイ〜ン）
- 登龍門
  - 即決!ワケありネェさんEX（2011年4月18日 - 2012年3月19日） - MC:眞鍋かをり、ダイアナ・エクストラバガンザ、榎並大二郎
  - スキ・モノ（2012年4月 - 2013年3月）
- ディノス特番
  - 高田純次の秋の京都逸品シリーズ（2006年11月25日 - 2008年9月27日） - MC:高田純次
  - 夜の物産店 逸品!北海道（2007年3月）
  - ワケありオバさんシリーズ（2010年12月25日 - 2015年12月24日） - 主な出演者:国生さゆり・眞鍋かをり
  - SHELLYのナツタビ!おうちで美ハワイ直送便（2013年7月6日） - 出演者:SHELLY、花田美恵子、松嶋初音
  - 博多華丸・大吉 メイド・イン・ジャパンの底力〜秋のメガヒットアイテムSP〜（2014 年10月11 日） - MC:博多華丸・大吉、秋野暢子
  - おてがるチェンジ!ビューティーの達人〜メガヒットアイテム緊急確保SP〜（2015年3月7日）
  - オトナ女子★ビューティー応援団〜お買い得アイテム大放出SP〜（2015年7月11日） - MC:平成ノブシコブシ
  - ナツトク!ビューティ応援団〜夏のお悩み!スピード解決SP〜（2016年7月2日） - MC:スピードワゴン
  - オンナのビューティーあるある総選挙〜厳選アイテムで女子力UPせよ〜（2018年6月30日） - 出演者:川島明（麒麟）、井森美幸、藤本美貴、アジアン
  - 秋のサキドリMONOツアーズ〜体験!話題の最新アイテムSP〜（2015年9月12日・2016年9月10日） - MC:ヒロミ
  - 芸能人のSNSのぞき見会〜バレちゃった素顔 アイテムで解決します。〜（2018年1月13日）いいものプレミアム特番 - MC:ヒデ（ペナルティ）、神崎ゆう子、サヘル・ローズ
  - プロがうなった厳選アイテム（2019年2月23日） - 出演者:井森美幸、川島明（麒麟）、hitomi
  - キレイの新習慣〜原田龍二の"美"アカデミー〜（2019年1月19日） - MC:原田龍二
  - バカ売れナンバー1の秘密、調査します!（2019年12月7日） - MC:ビビる大木
  - ヒロミの潜入!ヒットのヒミツ（2020年4月25日） - MC:ヒロミ
  - ヒロミのバカ売れ!ヒットのヒミツ（2020年11月21日） - MC:ヒロミ

## ディノスチャンネル
ディノスチャンネルは、フジテレビとディノスの共同で運営し、24時間無料放送されていたCS放送のショッピングチャンネルである。
2003年3月18日「フジテレビ.ディノス」（ふじてれびどっとでぃのす）として、スカイパーフェクTV!2（スカイパーフェクTV!110、e2 by スカパー!を経て現：スカパー!）で放送を開始した（フジテレビからの番組供給を受け、関連会社のサテライト・サービスが委託放送事業者として放送）。のちにスカイパーフェクTV!（現：スカパー!プレミアムサービス）（電気通信役務利用放送事業者はフジテレビ）、ケーブルテレビでも放送開始したほか、ブロードバンドで配信を開始した。先発のフジテレビ721（現・フジテレビTWO）・フジテレビ739（現・フジテレビONE）と異なり東経110度CS先行開局であり、「いいものふぁんくらぶ」「直行便TV」「Dの法則」などディノスが制作した30分のショッピング番組を中心にを放送していた。その後、スカパー!での開局まもなく独自路線に変更し、フジテレビグッズ情報満載の「笑売繁盛!フジテレビ本舗」やスポーツ関連グッズを扱う「ものすぽα」等を放送した。
電子番組ガイド (EPG) などで用いたロゴマークは、2009年3月までフジテレビのCSチャンネルで共通して使用された「フ」のロゴの丸の部分を「ディノス」のロゴと同じ黄緑色に変えたものである。
2006年10月1日からチャンネル名を「ディノスチャンネル」に名称変更するも、2007年3月31日にe2 by スカパー!の放送を終了し、12月31日にスカイパーフェクTV!、ケーブルテレビの放送およびブロードバンド配信と全ての放送サービスを終了した。

### 放送したチャンネル
- スカイパーフェクTV!（現・スカパー!プレミアムサービス（標準画質））　Ch.244
- e2 by スカパー!（現・スカパー!）　Ch.183
- 一部のケーブルテレビ局（JCN、ケーブルウエストなど）
- ブロードバンド配信（BBTV、4th MEDIA、オンデマンドTV、ひかりONE、LEONET）

### 放送した番組
- ディノスセレクション
- 1分ディノス
- 笑売繁盛!フジテレビ本舗
- COUNTDOWN dinos
- なっとく!Mr.Soldout
- ものすぽα
- おいしい台所
- ビバ！プリプリッ
- 旅する通販
- kids2TV
- うちのそと